# Eugene Simon

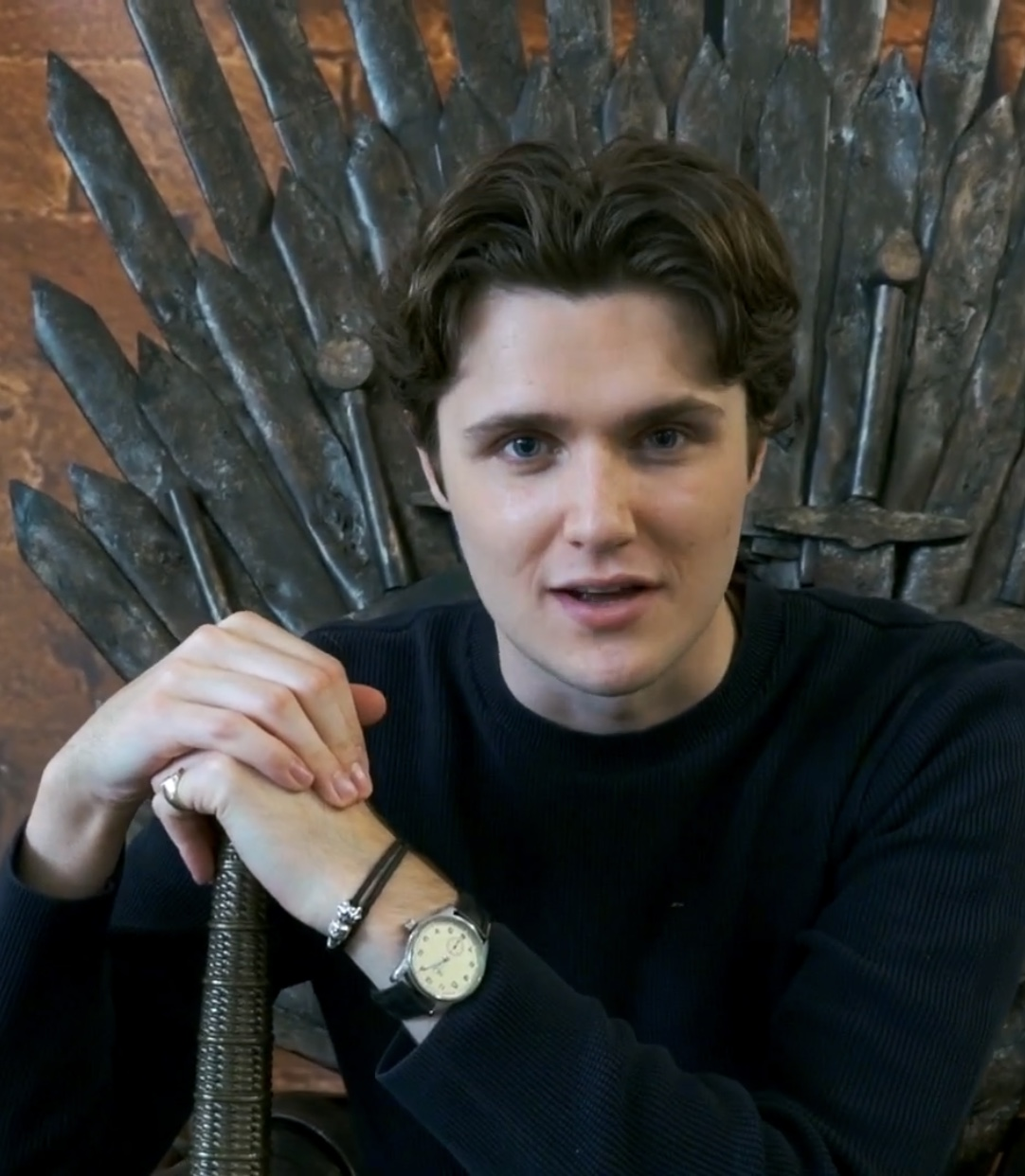
Eugene Simon (2020)

Eugene Michael Simon (* 11. Juni 1992 in England) ist ein britischer Schauspieler.

## Leben und Karriere
Simon hatte seine erste große Rolle in der britischen Comedy-Serie My Dad’s the Prime Minister, in der er die Rolle des Harry spielte. Im darauf folgenden Jahr hatte er einen Gastauftritt in der Serie Murder in Suburbia sowie in Noah and Saskia. Am bekanntesten wurde er 2005 durch seine Rolle des jungen Casanova im gleichnamigen Film. Im selben Jahr folgte der Film Wilde Zeiten auf der Insel, in der er die Rolle des Gerald Durrell spielte, und 2006 spielte er den jungen Felix Methuselah im Film Alpha Male.
2010 bekam er eine Rolle in der Neuverfilmung von Ben Hur die Rolle des jungen Titelhelden. Seinen Durchbruch in den USA schaffte er 2011 durch die Rolle des Jerome Clark in der Mystery-Seifenoper House of Anubis, die auf der belgischen Erfolgsserie Het Huis Anubis basiert. Dort gehört er zur Hauptbesetzung. Im selben Jahr bekam er die Nebenrolle des Lancel Lannister in der HBO-Serie Game of Thrones. 2011 spielte er außerdem die Rolle des Max in der Nickelodeon-Serie Summer in Transylvania.

## Filmografie
- 2003: My Dad’s the Prime Minister (Fernsehserie, 4 Episoden)
- 2004: Murder in Suburbia (Fernsehserie, Episode 1x05)
- 2005: Noah and Saskia (Fernsehserie, Episode 1x06)
- 2005: Wilde Zeiten auf der Insel (My Family and Other Animals)
- 2005: Casanova
- 2006: Alpha Male
- 2010: Ben Hur
- 2011–2013: House of Anubis (Fernsehserie, 146 Episoden)
- 2011–2016: Game of Thrones (Fernsehserie, 16 Episoden)
- 2011: Summer in Transylvania (Fernsehserie)
- 2013: Before I Sleep
- 2014: Eden – Überleben um jeden Preis (Eden)
- 2017: Genius (Fernsehserie, 2 Episoden)
- 2017: The Lodgers – Zum Leben verdammt (The Lodgers)
- 2021: Sensation